# 기독교 현실주의
기독교 현실주의(Christian Realism)는 기독교 전통의 정치 신학이다. 기독교 현실주의는 인류의 죄성, 인류의 자유, 대계명의 타당성과 심각성이라는 세 가지 성경적 가정에 기초한다. 기독교 현실주의의 핵심적 정치 개념은 힘의 균형과 정치적 책임이다. 1940년대와 1950년대 미국의 신학자 라인홀드 니버에 의해서 발전된 철학적 개념이다. 니버는 하나님 나라는 사회의 내재된 부패성향 때문에 이 세상에서는 실현될수 없다고 주장하였다. 세상에서 발생하는 불의로 인하여 사람들은 세상에서 하나님의 나라의 개념을 타협하게 된다고 한다.그는 인간의 완전성이란 환상이라고 한다. 인류가 제2차 세계 대전에서 아돌프 히틀러 및 이오시프 스탈린, 홀로코스트 등에서 경험한 것처럼 인간의 죄악성을 두드러지게 보여주었다고 한다. 이 운동은 사회복음주의 운동(The Social Gospel movemen)에 대한 부분적인 반발이다. 수많은 미국의 정치가들이 기독교 현실주의에 영향을 받았는데 그중에는 마틴 루터 킹 주니어(Martin Luther King, Jr), 지미 카터(Jimmy Carter), 버락 오바마(Barack Hussein Obama, Jr) 와 힐러리 클린턴(Hillary Diane Rodham Clinton)이다.